# دبادیب
دبادیب یک منطقهٔ مسکونی در الجزایر است که در ناحیه أمیه ونسه واقع شده‌است. دبادیب ۹۹ متر بالاتر از سطح دریا واقع شده‌است.